# Kiến Khang
Kiến Khang thành (建康城, pinyin: Jiànkāng chéng), tên trước đó là Kiến Nghiệp (建業 Jiànyè) cho đến nhà Đông Tấn (317 – 420), là một thành cổ ở Trung Quốc. Trong thời nhà Tùy thì Kiến Khang được đổi tên thành Kiến Ninh và thời nhà Minh thành này được đổi thành Nam Kinh.
Phế tích của thành Kiến Khang ngày nay vẫn còn. Thành này đã là kinh đô của 6 triều đại (Lục triều):
1. Đông Ngô (222 - 280)
2. Đông Tấn (317 - 420)
3. Nhà Lưu Tống (420 - 479)
4. Nhà Tề (479 - 502)
5. Nhà Lương (502 -557)
6. Nhà Trần (557 -589)

Hứa Tung (许嵩, Xǔ Sōng) thời nhà Đường đã viết sách, Kiến Khang Thực lục (建康实录, Jiànkāng Shílù), ghi chép lại lịch sử Kiến Khang.